# 索琳 (巡視台灣監察御史)
索琳（穆麟德轉寫：solin），清朝滿洲鑲紅旗人，清朝政府官員，他於1726年接替禪濟布出任巡視台灣監察御史，該官職滿漢人各一，而滿人的他與汪繼璟為同任御史。